# Дроздіхін Ілля Михайлович
Дроздіхін Ілля Михайлович (30 вересня 1978, Москва) — московський дзвонар, керівник школи церковних дзвонарів Московського Центру дзвонарного мистецтва , художній керівник московського фестивалю дзвону «Передзвін».

## Біографія
Працює дзвонарем з 2002.
З 2003 по 2005 — дзвонар Патріаршого Подвір'я в Орехово-Борисові.
З 2005 художній керівник фестивалю дзвону «Перезвін».
З 2006 — старший дзвонар московського храму ікони Божої Матері «Знамення».
З 2008 — керівник «Школи Церковних дзвонарів».

## Участь у фестивалях церковного дзвону
- «Каменськ-Уральський» (2005)
- «Передзвін» (2005)
- «Каменськ-Уральський» (2006)[3]
- «Олексіївський передзвони» (2006)[4]
- «Дніпровський дзвін» (2006)[5]
- «Передзвін» (2007)
- «Олексіївський передзвони» (2007)
- «Каменськ-Уральський» (2007)[6]
- «Дніпровський дзвін» (2007)
- «Алексеевские перезвоны» (2008)
- «Передзвін» (2008) — организатор[7]
- «Перезвон» (2009) — организатор[8]
- «Передзвін» (2010) — организатор
- «Передзвін» (2011) — организатор
- «Олексіївський передзвони» (2011)[9]

## Дискографія
- «Дзвони Патріаршого Подвір'я Тисячоліття Хрещення Русі», CD (2005)
- «Царицинської дзвони», CD (2006)
- «Народження дзвони», DVD (2007)
- «Кришталеві дзвони», м. Біробіджан, CD (2010)
- «Дзвони храму Миколи Чудотворця в Бутурлін», CD (2011)
- «Леоновскій благовіст», Москва, CD (2011)
- «Дзвони від Калінінграда до Камчатки», CD (2011)
- «Навчальний посібник для дзвонарів храмів і монастирів», DVD (2011)[10]